# Matt Dillon (développeur)
 (janvier 2022).
Si vous disposez d'ouvrages ou d'articles de référence ou si vous connaissez des sites web de qualité traitant du thème abordé ici, merci de compléter l'article en donnant les références utiles à sa vérifiabilité et en les liant à la section « Notes et références ».
Pour les articles homonymes, voir Matt Dillon (homonymie) et Dillon.
Matt Dillon est le leader du projet DragonFly BSD.
Présent dans le milieu BSD depuis 1985, il est surtout connu pour sa participation auprès d'Amiga sur Amiga OS dont la création du compilateur DICE.

## De FreeBSD à DragonFlyBSD
Son départ du projet FreeBSD lui vaudra quelques mois de remise en question avant qu'il prenne la décision de rester dans le domaine BSD, en développant un fork de FreeBSD qu'il appellera DragonFly BSD.
Dillon commence alors à s'entourer de divers développeurs et le projet prend de l'ampleur, on verra même des membres de FreeBSD participer, tout en continuant de contribuer à FreeBSD.
Matt Dillon se consacre exclusivement à ce projet, vivant de diverses rentes et financements fournis par le rachat de BEST.com, ce qui en résulte des mises à jour quotidiennes, des réponses aux questions et des améliorations dans un délai très bref.